# Kuripan (Kesugihan)
Kuripan is een bestuurslaag in het regentschap Cilacap van de provincie Midden-Java, Indonesië. Kuripan telt 7194 inwoners (volkstelling 2010).